# بول وول
بول وول (بالإنجليزية: Paul Wohl)‏ هو صحفي أمريكي، ولد في 1901، وتوفي في 2 أبريل 1985.